# Kanton Aarschot
Kanton Aarschot is een kanton in de Belgische provincie Vlaams-Brabant en het arrondissement Leuven. Het is de bestuurslaag boven die van de desbetreffende gemeenten, tevens is het een gerechtelijk niveau waarbinnen een vredegerecht georganiseerd wordt dat bevoegd is voor de deelnemende gemeenten. Beide types kanton beslaan niet noodzakelijk hetzelfde territorium.

## Gerechtelijk kanton Aarschot
Aarschot is een gerechtelijk kanton met zetel in Aarschot dat een vredegerecht inricht en gelegen is in het gerechtelijk arrondissement Leuven.
Dit gerechtelijk kanton is bevoegd voor de gemeenten Aarschot, Begijnendijk, Boortmeerbeek, Haacht, Keerbergen, Rotselaar en Tremelo.
De vrederechter is bevoegd bij voogdij, bewindvoering, mede-eigendommen, appartementseigendom, burenhinder en huurzaken.

## Kieskanton Aarschot
Het kieskanton Aarschot ligt in het provinciedistrict Diest, het kiesarrondissement Leuven en de kieskring Vlaams-Brabant. Het omvat de gemeenten Begijnendijk, Tielt-Winge en de stad Aarschot en bestaat uit 19 stembureaus.

### Structuur
| Aarschot         | Aarschot         | Supranationaal         | Nationaal                         | Nationaal                | Gemeenschap              | Gewest                   | Provincie                | Arrondissement  | Provinciedistrict | Kanton          | Gemeente                              | District         |
| ---------------- | ---------------- | ---------------------- | --------------------------------- | ------------------------ | ------------------------ | ------------------------ | ------------------------ | --------------- | ----------------- | --------------- | ------------------------------------- | ---------------- |
| Administratief   | Niveau           | Europese Unie          | België                            | België                   | Vlaanderen               | Vlaanderen               | Vlaams-Brabant           | Leuven          | Leuven            | Leuven          | Begijnendijk Aarschot Tielt-Winge     | -                |
| Administratief   | Bestuur          | Europese Commissie     | Belgische regering                | Belgische regering       | Vlaamse regering         | Vlaamse regering         | Deputatie                | Deputatie       | Deputatie         | Deputatie       | Gemeentebestuur                       | Districtscollege |
| Administratief   | Raad             | Europees Parlement     | Kamer van volksvertegenwoordigers | Vlaams Parlement         | Vlaams Parlement         | Vlaams Parlement         | Provincieraad            | Provincieraad   | Provincieraad     | Provincieraad   | Gemeenteraad                          | Districtsraad    |
| Kiesomschrijving | Kiesomschrijving | Nederlands Kiescollege | Kieskring Vlaams-Brabant          | Kieskring Vlaams-Brabant | Kieskring Vlaams-Brabant | Kieskring Vlaams-Brabant | Kieskring Vlaams-Brabant | Leuven          | Diest             | Aarschot        | Begijnendijk, Aarschot en Tielt-Winge | -                |
| Verkiezing       | Verkiezing       | Europese               | Federale                          | Federale                 | Vlaamse                  | Vlaamse                  | Provincieraads-          | Provincieraads- | Provincieraads-   | Provincieraads- | Gemeenteraads-                        | Districtsraads-  |